# Конгрегация сестер-урсулинок Страдающего Сердца Иисуса

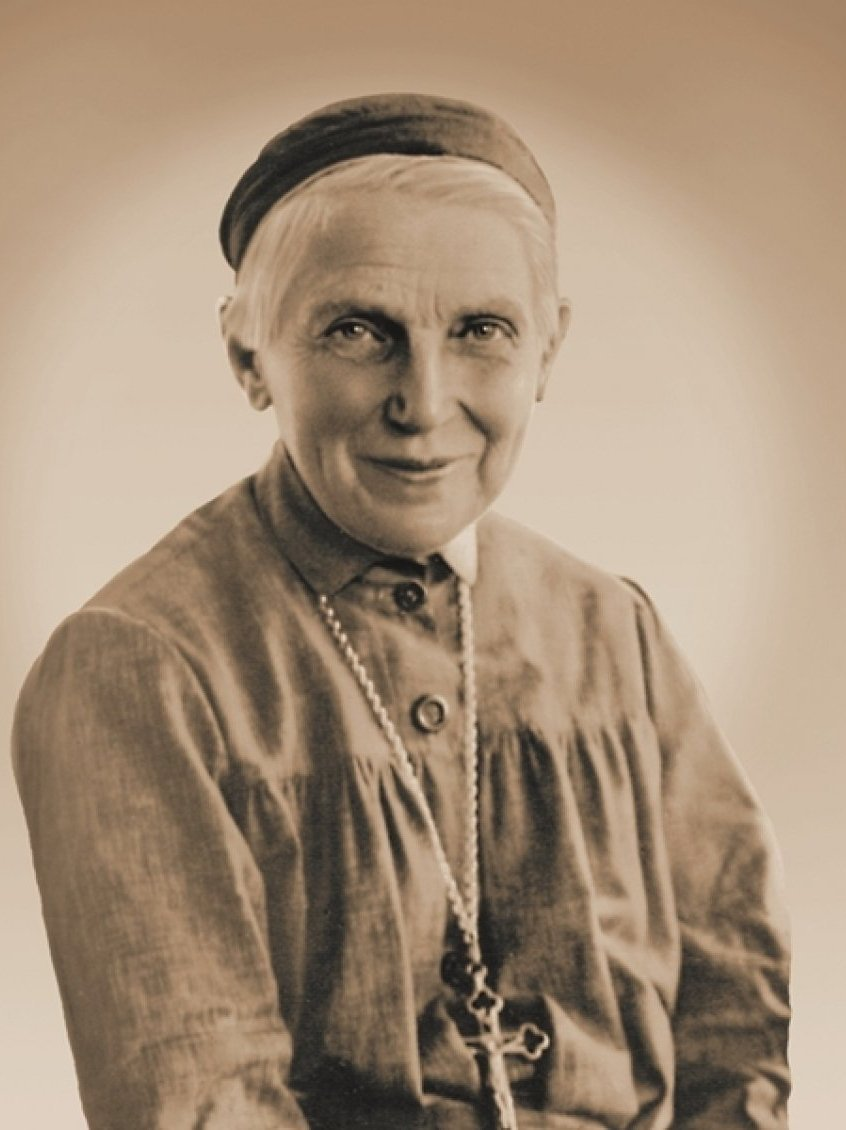
Святая Урсула Ледуховская

Конгрегация сестер-урсулинок Страдающего Сердца Иисуса была основана в 1920 году святой Урсулой Ледуховской как новая ветвь ордена урсулинок. Поскольку мать Урсула и другие сестры носили одежду серого цвета, их стали называть "серыми урсулинками". В настоящее время конгрегация насчитывает более 900 сестер и присутствует в 14 странах мира. Сестры посвящают себя служению бедным и специализируются на предоставлении образовательных возможностей.

## История конгрегации

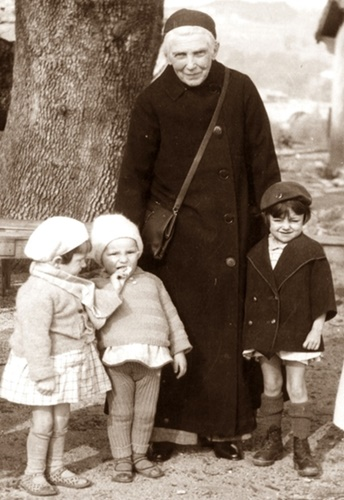
Мать Урсула с детьми в Юсель (Франция), 1936

История конгрегации берёт своё начало в Санкт-Петербурге (Россия) в 1907 году, когда Урсулой Ледуховской была создана община сестёр-урсулинок для преподавания в интернате для девочек учившихся в женской гимназии при соборе Св. Екатерины. Мать Урсула руководила интернатом до 1914 года, когда была вынуждена покинуть Россию. После, её благотворительная деятельность была сосредоточена в Скандинавии. В 1917 году она основала детский дом в Ольборге для помощи польским сиротам войны. В 1918 году в Копенгагене была открыта "Школа домоводства графини Ледуховской". После обретения Польшей независимости, Ледуховская вместе с 40 сестрами-урсулинками монастыря Св. Екатерины основала новый монастырь в Пневах (Польша). Средства на приобретение недвижимости монастыря даровал норвежский консул Столт-Нильсен. В честь него здание монастыря было названо "Домом святого Олава". Пневкий монастырь получил автономию 7 июня 1920 года, что считается датой основания конгрегации.
Сестры организовывали детские дома, школы, интернаты для молодёжи, общежития, профессиональные курсы для девочек, комнаты отдыха и читальные залы для детей и подростков, проводили катехизис в государственных школах Польши.
Во время Второй мировой войны в монастыре сестер в Варшаве работала бесплатная столовая для осиротевших или брошенных детей. Сестры также принимали активное участие в спасении еврейских детей. В 1997 году сестра Анджея (Мария) Горская получила почётное звание «Праведники народов мира». Во время немецкой оккупации Варшавы Горская спасла жизнь многим еврейским детям, тайно вывезя их из гетто.
Серые урсулинки продолжают работу и за пределами Польши. В 1965 году был открыт монастырь в Уинзоре (Онтарио), в 1976 в Йювяскуля (Финляндия). По состоянию на 2020 год Конгрегация состоит из более 900 сестер и присутствует в 14 странах: Аргентине, Беларуси, Бразилии, Канаде, Финляндии, Франции, Германии, Италии, Филиппинах, Польше, Танзании, Украине, Боливии, России. Генералитет конгрегации находится в Риме.